# Kundkort

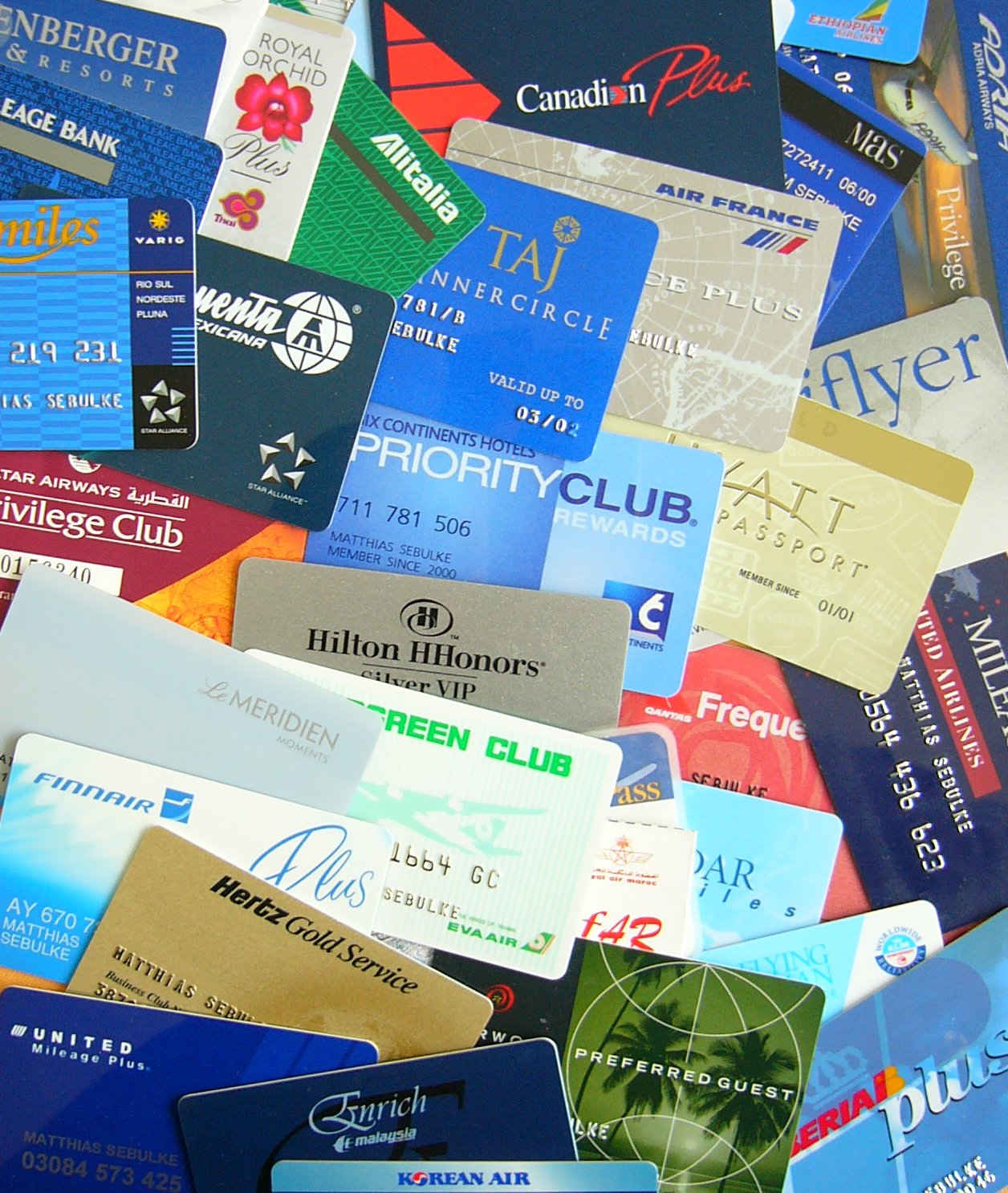
Olika kundkort

Kundkort är ett kort som företag använder för att knyta kunder till sig genom att erbjuda olika förmåner (prisrabatter, särskilda medlemserbjudanden, poäng- och bonussystem). Det används i exempelvis dagligvarubutiker, resebolag och bensinstationer. Lågprisbutiker har oftast inte kundkort, utan samma fördelar för alla kunder. Kundkort kan ibland knytas till ett konto med specifik räntesats.
Medlemskort är ett kort som bekräftar att man är medlem i exempelvis en klubb. Ett medlemskort behöver inte fylla någon ytterligare funktion, men kan fungera som ett kundkort eller som exempelvis entrébiljett till särskilda tillställningar.